# Ніколае Мішу (тенісист)
Ніколае Мішу (18 січня 1893 — 1 січня 1973) — колишній румунський тенісист.
Здобув 8 одиночних титулів.
Найвищим досягненням на турнірах Великого шолома був чвертьфінал в одиночному розряді.
Завершив кар'єру 1933 року.

## Тенісна кар'єра

### Перемоги
| Ранг | Дата | Турнір                                                  | Суперник у фіналі | Рахунок                   |
| 1.   | 1919 | Мастерс Монте-Карло, Рокбрюн-Кап-Мартен, Франція        | Макс Декюжі       | 6–2, 6–0                  |
| 2.   | 1919 | Riviera Championships, Ментона, Франція                 | Макс Декюжі       | 6–3, 6–2, 10–12, 2–6, 7–5 |
| 3    | 1919 | London Hard Court Championships, Лондон, Англія         | Стенлі Даст       | 6–1, 6–3                  |
| 4    | 1919 | Cannes Championships, Канни, Франція                    | Макс Декюжі       | 6–8, 6–4, 4–6, 6–3, 6–0   |
| 5    | 1920 | Riviera Championships, Ментона, Франція                 | Ґордон Лоу        | 4–3 r.                    |
| 6    | 1919 | Hendon Hard Courts (Autumn), Hendon, Англія             | Френк Фішер       | 4–6, 6–1, 6–4, 6–3        |
| 7    | 1922 | North London Hard Court Championships, Highbury, Англія | Атхар-Алі Файзі   | 6–3, 6–4, 0–6, 6–2        |
| 8    | 1924 | Surrey Covered Court Championships, Dulwich, Англія     | Пат Спенс         | 6–0, 5–7, 6–0, 6–4        |